# Pont de Réals
Le pont de Réals est un pont qui enjambe l'Orb entre Murviel-lès-Béziers et Cessenon-sur-Orb.

## Description
Ce pont en arc métallique enjambe l'Orb. C'est un pont routier permettant de relier la rive droite près de Cessenon-sur-Orb au lieu-dit Réals, à la rive-gauche vers Murviel-lès-Béziers via la D36.
Le pont de la fin du XIXe siècle est constitué de cinq voûtes en pierre de 13 mètres sur la rive gauche de la rivière, d'une voûte de 13 mètres sur la rive droite, reliées par un arc métallique de 50 mètres de long. 

## Galerie

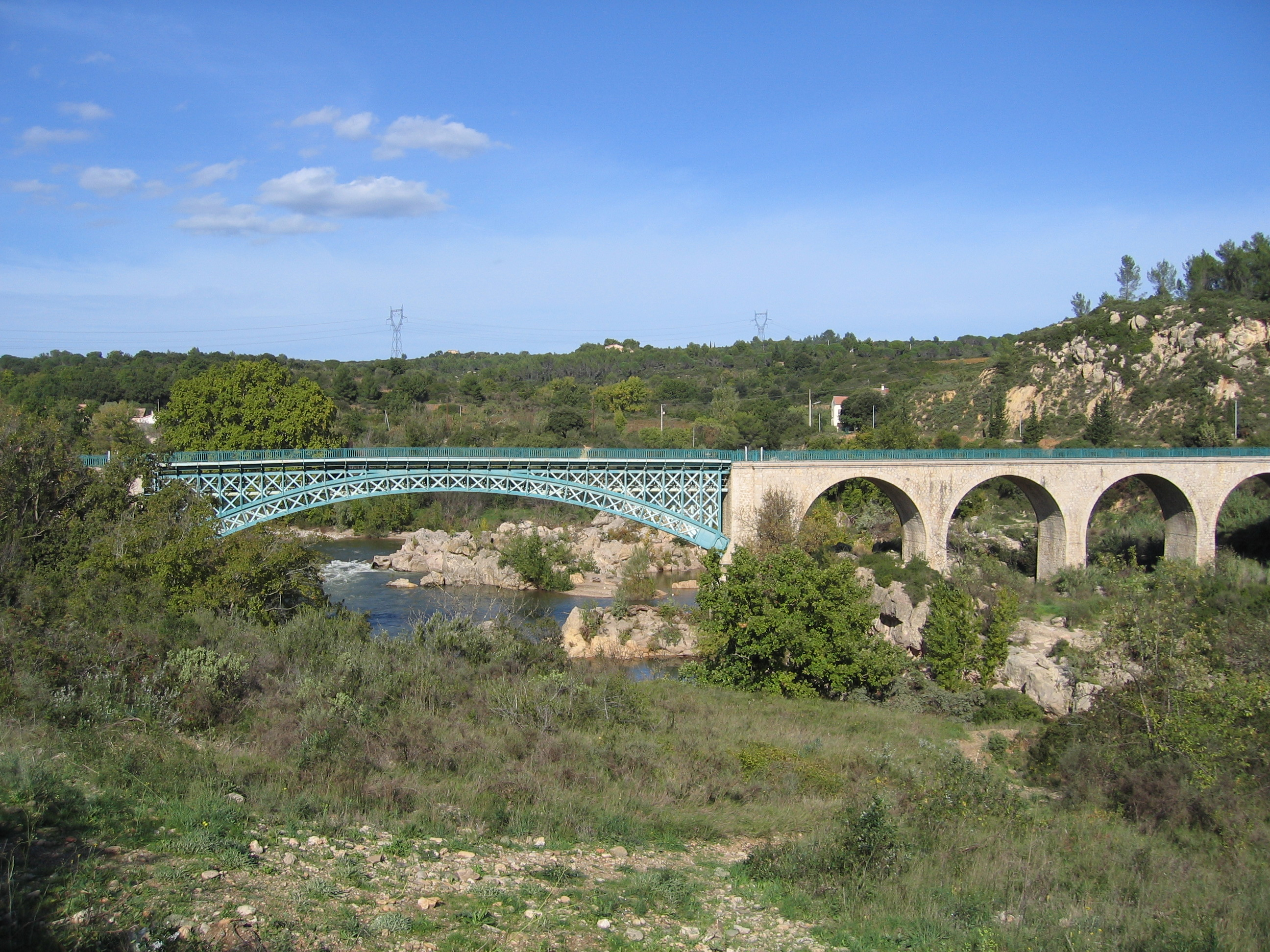
Vue générale du pont de Réals depuis la gare de Réals en 2007.
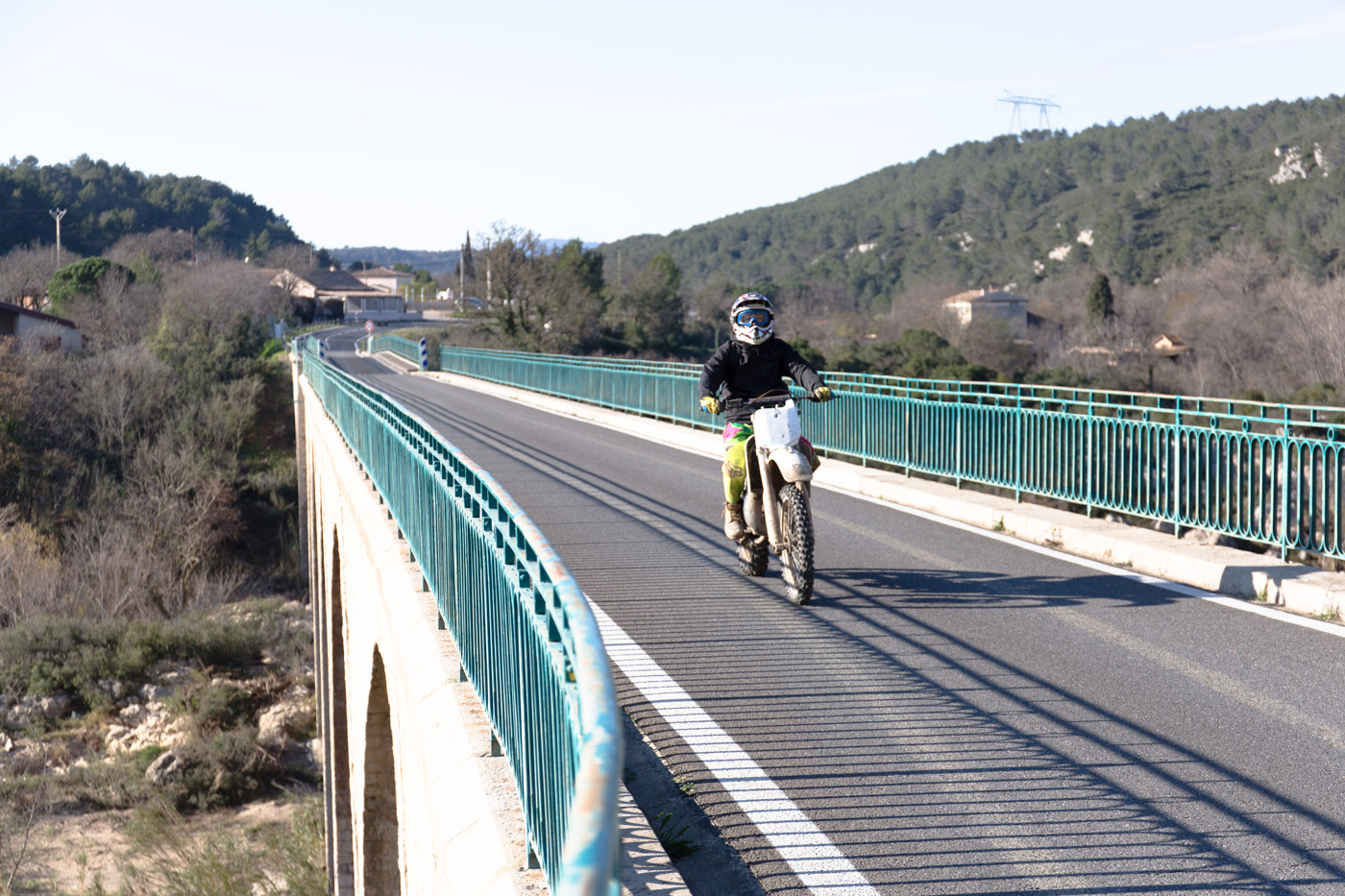
Vue du tablier du pont de Réals en 2014.
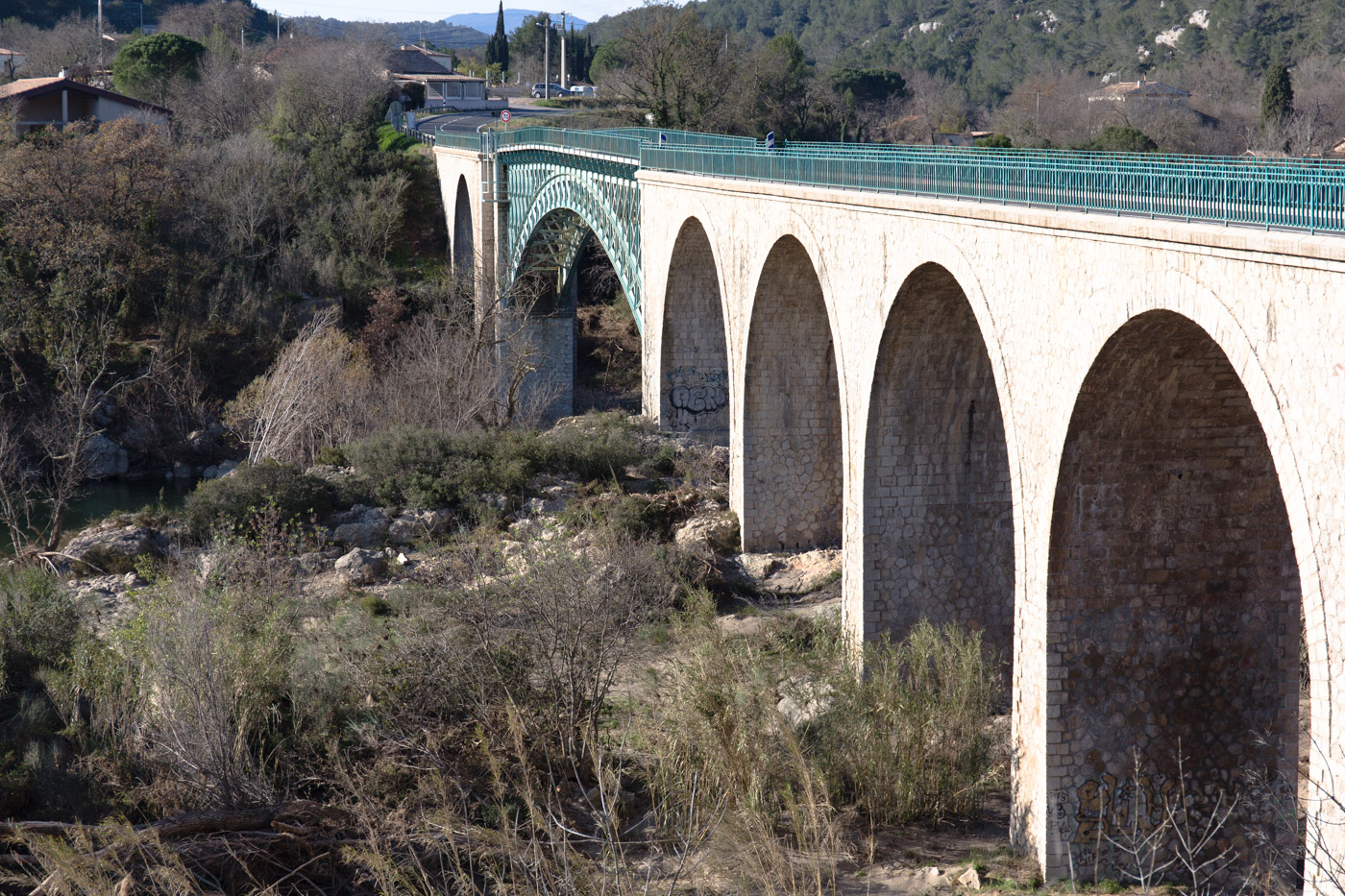
Vue en aval du pont de Réals en 2014.
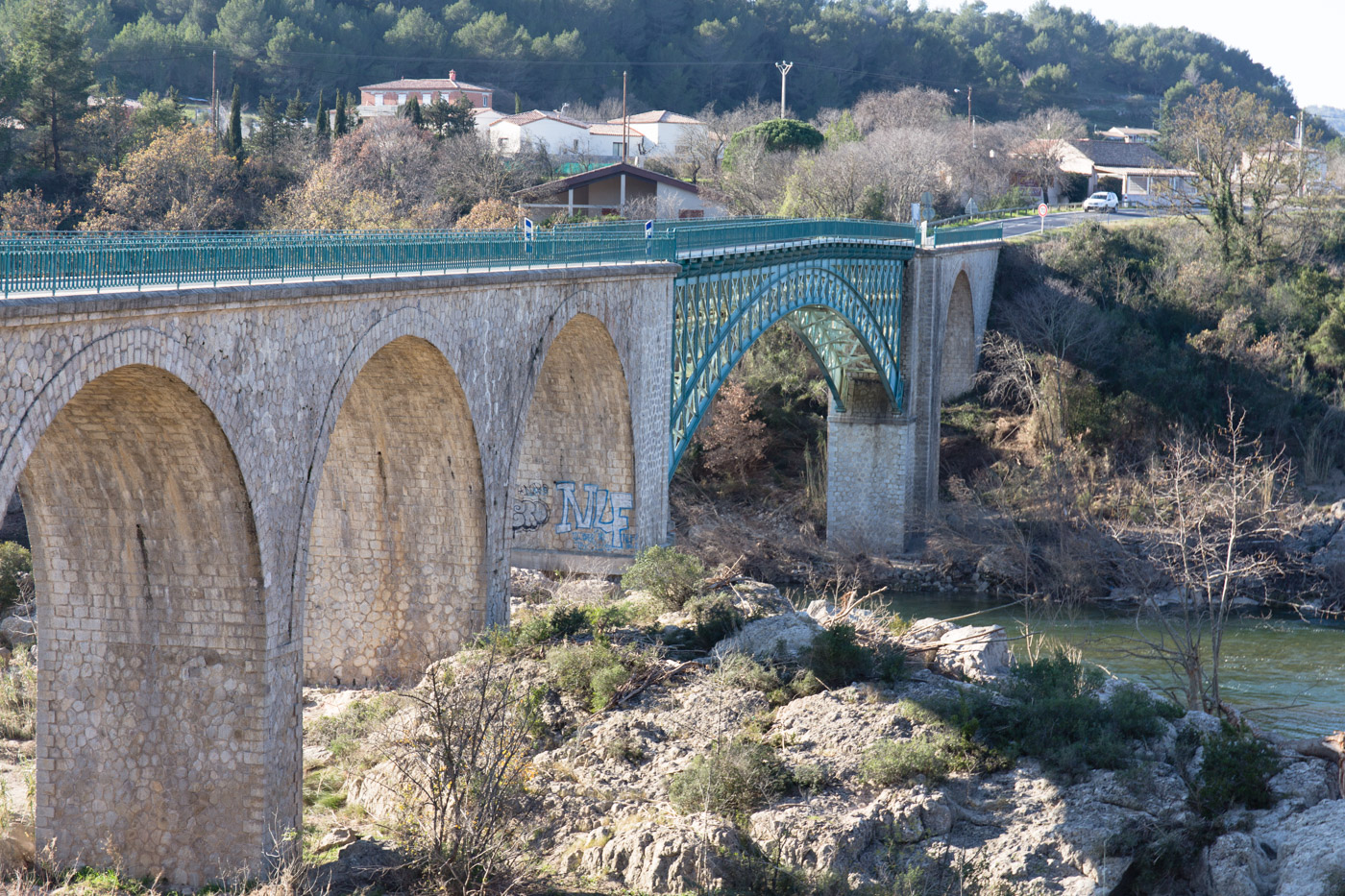
Vue générale en amont du pont de Réals en 2014.